# SN 1998D
SN 1998D – supernowa typu Ia odkryta 28 stycznia 1998 roku w galaktyce NGC 5440. Jej maksymalna jasność wynosiła 15,50m.